# Upplands runinskrifter Fv1975;168
Upplands runinskrifter Fv1975;168 är elva stycken fragment av en runsten från vikingatida av röd sandsten som påträffades i Skolhuset, Balingsta socken och Uppsala kommun Inga runor finns bevarade på dessa fragment. Tre av dem saknar även ornamentik. Eventuellt hör fragmenten till runstenen U 853. Fragmenten är av samma karaktär som U 853 och fyndstället var detsamma. Det är emellertid svårt att avgöra om fragmenten hört till runstenen U 853. Det finns till exempel fler runstenar i Balingsta av röd sandsten, så det är inget ovanligt material.
U Fv1975;168 förvaras på Museum Gustavianum i Uppsala.